# Комо (град)
Вижте пояснителната страница за други значения на Комо.
Ко̀мо (на италиански: Como) е град и община в Северна Италия.

## География
Градът е административен център на едноименната провинция Комо в област Ломбардия. Разположен е на югозападния бряг на езерото Лаго ди Комо. Курортен и туристически център. Намира се на 45 km северно от Милано. Население 84 555 жители към 30 юли 2009 г.

## История
Хълмовете заобикалящи Комо са били обитавани още от праисторическо време. Хората, населяващи тези места, са били известни под името Ороби, келтско племе.
Около 1 век преди Христа тази територия била подчинена на Римляните.
Първият център бил разположен на близките хълмове, но след това бил преместен на сегашното му местоположение по заповед на Юлий Цезар, който накарал да пресушат близкото тресавище и разположил заобиколения от стени град в типична мрежа от перпендикулярни улици. Новосъздаденият град бил наречен Novum Comum.
През 774 година градът бил завладян от Франките и се превърнал в търговски център.
През 1127 г. Комо загубил десетилетната битка срещу намиращия се в близост град Милано. Няколко десетилетия по-късно, с помощта на Фридрих I Барбароса, жителите на Комо успели да си отмъстят на Милано, като през 1162 г. го разрушават напълно. Фридрих допринесъл за създаването на няколко защитни кули около града, от които днес е останала само една, Барадело.
Оттогава историята на Комо проследява историята на Милано, през Френската инвазия и Испанското владение до 1714 г., когато територията е била завладяна от австрийците. Наполеон нахлува в Ломбардия през 1796 г. и я управлява до 1815 г., когато австрийското управление е подновено след Виенския конгрес. Накрая през 1859 година, с идването на Джузепе Гарибалди, градът е освободен и става част от новосъздаденото Кралство Италия.
В края на Втората световна война, след като преминава през Комо по пътя на своето бягство към Швейцария, Мусолини е заловен и застрелян от партизани в близост до езерото Комо.
Любопитен факт е, че фонтанът Рокфелер, който днес се намира в Зоологическата градина в Бронкс в Ню Йорк, преди се е намирал на централния площад в близост до езерото. Той е бил купен от Уилям Рокфелер през 1902 г.

## Климат
Град Комо, въпреки че се намира в средиземноморска зона, не се радва на типичния средиземноморски климат, а на влажен субтропичен климат. Зимата обикновено е сухо и студено със средни температури около 6 °C, докато през лятото е умерено влажно и горещо, със средни температури около 26 °C. Нивото на влажност е сравнително високо през цялата година.

## Архитектура

### Църкви
- Катедралата е създадена през 1396 на мястото на романската църква „Санта Мария Маджоре“. Фасадата на катедралата е построена през 1457, с нейните розови прозорци и ренесансовите статуи на Плиний Стари и Плиний Млади на нейния вход. Конструкцията на катедралата е завършена през 1740. Интериорът ѝ съчетава готически, ренесансов и романски стил.
- Сан Феделе е римска църква, построена около 1120 г. Съвременната камбанария на църквата е възстановена по-късно. Най-характерната ѝ черта е известната Врата на св. Феделе, която е покрита със средновековна декорация.
- Св. Августин е построена от цистерциански монаси в началото на 14 век, но е ремонтирана през 20 век. Характерни са фреските от 15 – 17 век., както и бароковата декорация на църквата.
- Римската базилика Сант Абондио е конструирана през 1095 от папа Урбан II. Интериорът представлява красива живопис от 11 век и фрески от 14 век.

### Забележителности
- Античната крепостна стена
- Teatro Sociale
- Вила Олмо, която е построена през 1797 в неокласически стил. Тя е била дом на Наполеон Бонапарт, Император Франц Фердинад I, Джузепе Гарибалди и други известни личности. Днес е място за изложби.
- Бролето
- Castello Baradello, малък средновековен замък.

### Музеи
- Musei Civici
- Museo archeologico „P. Giovio“
- Museo Storico
- Pinacoteca
- Tempio Voltiano, музей посветен на дейността на Алесандро Волта.
- Museo della Seta
- Museo Liceo classico „A. Volta“
- Villa Olmo

## Икономика
Комо е индустриален град, прочут с фабриките си за производство на коприна. През последните години туризмът е от особено значение за града. Много известни личности имат имения на брега на Лаго ди Комо. Сред тях са Мадона, Джордж Клуни, Силвестър Сталон и др.

## Спорт
Представителният футболен отбор на града носи името Калчо Комо. Освен това град Комо има плувен и баскетболен отбор.

## Известни личности
Родени в Комо
- Масимо Бонтемпели (1878 – 1960), писател
- Алесандро Волта (1745 – 1827), физик
- Паоло Джовио (1483 – 1552), историк
- Джанлука Дзамброта (р.1977), футболист
- Инокентий XI (1611 – 1689), папа
- Пиеро Катели (1920 – 2006), предприемач
- Енрико Мантеро (1934 – 2001), архитект
- Джанфранко Милио (1918 – 2001), политик
- Антонио Сант'Елия (1888 – 1916), архитект

Починали в Комо
- Джузепе Терани (1904 – 1943), архитект